# 网脉海金沙
网脉海金沙（学名：Lygodium subareolatum）为海金沙科海金沙属下的一个种。